# مسجد مامار
مسجد مامار (بالأذرية: Məmər məscidi)‏، بالإنجليزية: Mamar Mosque، بالروسية: Мечеть в селе Мамар): هو معلم تاريخي ومعماري من القرن الثامن عشر، وهو مسجد يقع في قرية مامار في منطقة قبادلي في أذربيجان.

## عن
تم بناء مسجد مامار في القرن الثامن عشر في قرية مامار في منطقة قبادلي في أذربيجان.
بعد احتلال الجيش الأحمر لأذربيجان. بدأت حملة رسمية ضد الدين في 1928. في ديسمبر من ذلك العام، قامت اللجنة المركزية للحزب الشيوعي الأذربيجاني بتحويل العديد من المساجد والكنائس والمعابد اليهودية إلى أندية لأغراض تعليمية. إذا كان هناك 3000 مسجد في أذربيجان في 1917، انخفض هذا العدد إلى 1700 بحلول 1927، و1369 بحلول 1928، و17 مسجدًا فقط بحلول 1933. كما تم إغلاق مسجد مامار للعبادة خلال هذه الفترة، وتم استخدام المبنى كمخزن.
بعد حصول أذربيجان على استقلالها، أعيد فتح المسجد للعبادة في 1991. ومع ذلك، في 31 أغسطس 1993، احتلت القوات المسلحة الأرمنية منطقة قبادلي، بما في ذلك قرية مامار. بعد الاحتلال تم تدمير المسجد وهدم سقفه وداخله بالكامل.
في 2 أغسطس 2001، أدرج مجلس وزراء جمهورية أذربيجان المسجد في قائمة المعالم التاريخية والثقافية الغير منقولة ذات الأهمية المحلية، وفقا للقرار رقم 132.
خلال حرب مرتفعات قره باغ الثانية، في 30 أكتوبر 2020، تم الأإعلان عن تحرير قرية مامار، قوبادلي من الاحتلال.